# Ping Pong (Plastic Bertrand)
Ping Pong è un brano musicale pop inciso nel 1982 da Plastic Bertrand e presentato al XXXII Festival della canzone italiana di Sanremo. Autori del brano sono Depsa, Pinuccio Pirazzoli e Franco Fasano.
Il brano fu pubblicato come singolo e si rivelò, insieme a Ça plane pour moi e Hula Hoop, una delle hit del cantante belga.

## Storia

### Il brano al Festival di Sanremo
Nel 1982 Plastic Bertrand partecipò per la prima e unica volta nel corso della sua carriera al Festival della canzone italiana. La sua canzone Ping Pong fu - insieme a Blue Hotel di Lene Lovich - uno dei due brani con testo in una lingua diversa dall'italiano fra quelli in gara in quell'edizione del Festival, nonché l'unico in lingua francese fra tutti quelli concorrenti della storia della manifestazione.
Bertrand fu inserito nel gruppo "B", ovvero tra i quattordici artisti ammessi automaticamente alla finale.
Il brano fu presentato per la prima volta nel corso della prima serata di giovedì 28 gennaio 1982. Bertrand fu l'undicesimo artista ad esibirsi in quella serata (il terzo del gruppo "B".), dopo Viola Valentino (con Romantici) e prima di Mia Martini (con E non finisce mica il cielo)
Nel corso della serata finale di sabato 30 gennaio 1982, Betrand fu invece il quattordicesimo artista ad esibirsi: il suo brano fu messo in scaletta dopo Una notte che vola via di Zucchero Fornaciari e prima di Lisa di Stefano Sani.
Il piazzamento della canzone non fu reso noto, come per tutti i brani finalisti terminati fuori dal podio.

## Testo
(Ping Pong (1982))
Il testo paragona l'amore ad una partita di ping pong a due: il protagonista dice che in questo "gioco" la "campionessa", ovvero colei che vince sempre, è la sua amata, la quale vuole ingelosirlo e "rinvia la palla", tentando di colpirlo con un "rovescio"; esprime però anche tutta la sua intenzione di voler vincere la "partita" (dice: je vais gagner la partie).

## Tracce

### 45 giri (Italia, versione 1)[1][3]
1. Ping Pong 2:40
2. Chewing Gum 2:35

### 45 giri (Italia, versione 2)[4]
1. Ping Pong 2:40
2. Chou Bi Dou Bi...Baby (Burt Blanca - Lou Deprijck) 2:47

### 45 giri (Svezia)[9]
1. Ping Pong 2:46
2. Coeur D'Acier 2:21